# Kırşehir
Kırşehir är en stad i Turkiet. Den är provinshuvudstad i provinsen Kırşehir. Det bor ungefär 100 000 invånare i staden.

## Etymologi
Stadens namn under antiken var först Aquae Saravenas och Mokissos. Under Bysantinska riket byggde kungen Justinianus I om staden och efter det kallades staden för Justinianopolis. När seldjukiska riket tog över staden år 1071 gav de den det nuvarande namnet som betyder "stäppstaden" eller "präriestaden".

## Historia
Kırşehir skapades runt år 200 f.Kr. när grekerna regerade över Anatolien. Då hette staden Mokissos. Efter cirka 200 år tog romarna över staden och kallade området för Aquae Saravena. I flera hundra år fanns inte Kırşehir med på kartan, men runt år 550 e.Kr ville den bysantinske kungen Justinianus I bygga om staden. När staden stod  klar blev den nya namnet Justinianopolis. Ända till år 1071 var staden en del av bysantinska riket, men den blev sedan turkisk.

## Klimat
Stadens medeltemperatur är 11 grader. Somrarna är oftast varma och torra. På vintrarna är det ganska kallt, runt -10 grader.

## Demografi
- 1920-  8000
- 1965-  24000
- 1975-  41000
- 1985-  64000
- 1995-  80000
- 2005-  94000
- 2011-  110000